# Susanna Porela-Tiihonen
Susanna Porela (ur. 22 sierpnia 1987 r.) – fińska biathlonistka. Zadebiutowała w biathlonie podczas Pucharu Europy w roku 2005.
Na Mistrzostwach Europy w roku 2005 w Kontiolahti zajęła 31. miejsce w biegu indywidualnym, 45 w sprincie wraz z Emöke Szöcs i 49 w biegu pościgowym.Na Mistrzostwach świata juniorów w Ruhpolding w roku 2008 zajęła 4. miejsce w biegu indywidualnym.
Starty w Pucharze Świata rozpoczęła zawodami w Lahti w sezonie 2006/2007. Wtedy w biegu indywidualnym zajęła 61. miejsce. Jej najlepszy dotychczasowy wynik w Pucharze świata to 52. miejsce w sprincie na zawodach w Östersund
Jeszcze nigdy nie zdobyła żadnego punktu do klasyfikacji Pucharu Świata.